# Michael Smith (darter)
Michael Smith (St. Helens, 18 september 1990), bijgenaamd 'Bully Boy', is een Engels darter die speelt bij de Professional Darts Corporation (PDC). Smith wist op 3 januari 2023 zijn eerste wereldtitel te pakken tijdens het PDC World Darts Championship 2023, waarin hij de finale met 7-4 in sets won van Michael van Gerwen. In deze finale gooide Smith tevens een 9-darter en veroverde hij door deze overwinning de eerste plaats op de PDC Order of Merit. Smith bereikte tweemaal eerder de finale van het PDC World Darts Championship, waarin hij de finales verloor van respectievelijk Michael van Gerwen (2019) en Peter Wright (2022). In 2022 won Smith zijn eerste major-finale na achtmaal runner-up te zijn geweest; hij veroverde de Grand Slam of Darts door in de finale met 16-5 landgenoot Nathan Aspinall te verslaan. Smith was de eerste darter die zowel het PDC World Youth Championship als het PDC World Darts Championship won.

## Carrière
In 2013 won Smith het PDC World Youth Championship, waarin hij de finale met 6–1 in legs won van Ricky Evans. Gary Anderson fungeerde in 2013 tot 2015 een tijd als zijn manager, begeleider en protégé.
In 2015 haalde hij de halve finale van de Grand Slam of Darts 2015 na zeges op Andy Fordham, Dave Chisnall en Adrian Lewis.
Op 1 januari 2019 stond Smith in de finale van het PDC World Darts Championship 2019, waarin hij van Michael van Gerwen verloor met 3–7 in sets.
Op 27 februari 2020 gooide Michael Smith in de vierde speelronde van de Premier League 2020 in Dublin een 9-darter. Hij deed dat in de met 7–5 gewonnen wedstrijd tegen Daryl Gurney.
Op 3 januari 2022 stond Smith opnieuw in de finale van het PDC World Darts Championship, waarin hij van Peter Wright verloor met 5–7 in sets. Op 6 maart van dat jaar stond Smith in de finale van de UK Open tegen Danny Noppert. De Engelsman verloor met 10-11 in legs. In oktober mocht hij aantreden tegen Ross Smith in de finale van het European Darts Championship. Ditmaal ging hij met 8-11 ten onder.
Op 20 november 2022 won Smith de Grand Slam of Darts door de finale met 16-5 in legs te winnen van landgenoot Nathan Aspinall.
Op 3 januari 2023 wist Smith voor het eerst de finale van het PDC World Darts Championship 2023 te winnen. Hij versloeg drievoudig wereldkampioen Michael van Gerwen, van wie hij eerder de finale van het kampioenschap verloor, met 7-4 in sets. Tijdens de wedstrijd gooide Smith eveneens een 9-darter. In dezelfde leg had Van Gerwen bijna een perfecte leg, maar zijn negende pijl op de dubbel 12 ging mis, waarna Smith wist te profiteren. Hiermee bemachtigde hij voor de eerste keer in zijn carrière de nummer 1-positie op de ranglijst PDC Order of Merit.
Eind juni 2023 werd bekend dat de samenwerking tussen dartsfabrikant Unicorn en Smith stopte. Op 1 juli van dat jaar werd kenbaar gemaakt dat Smith voortaan met pijlen van het merk Shot zou gaan gooien.
Op de World Cup of Darts 2024 kwam Smith samen met Luke Humphries uit voor zijn thuisland. De groepsfase mocht Engeland overslaan. In de knock-outfase ging het tweetal langs de koppels uit Frankrijk, Noord-Ierland en Schotland om de finale te bereiken. Daarin waren de Engelsmannen met een uitslag van 10-6 te sterk voor Rowby-John Rodriguez en Mensur Suljović uit Oostenrijk. De winst betekende een vijfde World Cup-titel voor Engeland. Later in 2024 behaalde Smith de finale van de World Series of Darts Finals, waarin Luke Littler won.

## Resultaten op wereldkampioenschappen

### PDC
- 2012: Laatste 64 (verloren van Co Stompé met 0-3)
- 2013: Laatste 64 (verloren van Raymond van Barneveld met 0-3)
- 2014: Laatste 16 (verloren van Peter Wright met 3-4)
- 2015: Laatste 16 (verloren van Stephen Bunting met 2-4)
- 2016: Kwartfinale (verloren van Raymond van Barneveld met 4-5)
- 2017: Laatste 16 (verloren van James Wade met 3-4)
- 2018: Laatste 32 (verloren van Rob Cross met 3-4)
- 2019: Runner-up (verloren van Michael van Gerwen met 3-7)
- 2020: Laatste 64 (verloren van Luke Woodhouse met 1-3)
- 2021: Laatste 64 (verloren van Jason Lowe met 1-3)
- 2022: Runner-up (verloren van Peter Wright met 5-7)
- 2023: Winnaar (in de finale gewonnen van Michael van Gerwen met 7-4)
- 2024: Laatste 16 (verloren van Chris Dobey met 0-4)
- 2025: Laatste 64 (verloren van Kevin Doets met 2-3)

### PDC World Youth Championship
- 2011: Kwartfinale (verloren van Benito van de Pas met 2-4)
- 2012: Laatste 64 (verloren van Ash Khayat met 3-5)
- 2013: Winnaar (gewonnen in de finale van Ricky Evans met 6-1)

## Resultaten op de World Matchplay
- 2012: Laatste 32 (verloren van Raymond van Barneveld met 4-10)
- 2014: Laatste 16 (verloren van Phil Taylor met 6-13)
- 2015: Laatste 32 (verloren van Gerwyn Price met 4-10)
- 2016: Laatste 16 (verloren van Steve Beaton met 7-11)
- 2017: Laatste 32 (verloren van Steve West met 5-10)
- 2018: Laatste 16 (verloren van Dave Chisnall met 8-11)
- 2019: Runner-up (verloren van Rob Cross met 13-18)
- 2020: Halve finale (verloren van Gary Anderson met 16-18)
- 2021: Kwartfinale (verloren van Peter Wright met 7-16)
- 2022: Laatste 16 (verloren van Dirk van Duijvenbode met 7-11)
- 2023: Laatste 16 (verloren van Chris Dobey met 7-11)
- 2024: Halve finale (verloren van Michael van Gerwen met 13-17)

## Gespeelde finales PDC

### Hoofdtoernooien
| Resultaat | Nr. | Jaar | Kampioenschap                | Tegenstander       | Score   | Variant |
| Runner-up | 1.  | 2018 | Premier League of Darts      | Michael van Gerwen | 4 – 11  | Legs    |
| Runner-up | 2.  | 2018 | World Series of Darts Finals | James Wade         | 10 – 11 | Legs    |
| Runner-up | 3.  | 2019 | World Darts Championship     | Michael van Gerwen | 3 – 7   | Sets    |
| Runner-up | 4.  | 2019 | World Matchplay              | Rob Cross          | 13 – 18 | Legs    |
| Runner-up | 5.  | 2020 | The Masters                  | Peter Wright       | 10 – 11 | Legs    |
| Runner-up | 6.  | 2022 | World Darts Championship     | Peter Wright       | 5 – 7   | Sets    |
| Runner-up | 7.  | 2022 | UK Open                      | Danny Noppert      | 10 – 11 | Legs    |
| Runner-up | 8.  | 2022 | European Darts Championship  | Ross Smith         | 8 – 11  | Legs    |
| Winnaar   | 9.  | 2022 | Grand Slam of Darts          | Nathan Aspinall    | 16 – 5  | Legs    |
| Winnaar   | 10. | 2023 | PDC World Darts Championship | Michael van Gerwen | 7 – 4   | Sets    |
| Runner-up | 11. | 2024 | World Series of Darts Finals | Luke Littler       | 4 – 11  | Legs    |

### Teams
| Resultaat | Nr. | Jaar | Kampioenschap      | Tegenstander                         | Score  | Variant     | Teammaat       |
| Runner-up | 1.  | 2020 | World Cup of Darts | Gerwyn Price Jonny Clayton           | 0 – 3  | Wedstrijden | Rob Cross      |
| Winnaar   | 2.  | 2024 | World Cup of Darts | Mensur Suljović Rowby-John Rodriguez | 10 – 6 | Legs        | Luke Humphries |

### World Series
| Resultaat | Nr. | Jaar | Kampioenschap           | Tegenstander       | Score  | Variant |
| Winnaar   | 1.  | 2018 | Shanghai Darts Masters  | Rob Cross          | 8 – 2  | Legs    |
| Runner-up | 2.  | 2018 | Melbourne Darts Masters | Peter Wright       | 8 – 11 | Legs    |
| Runner-up | 3.  | 2019 | US Darts Masters        | Nathan Aspinall    | 4 – 8  | Legs    |
| Winnaar   | 4.  | 2022 | US Darts Masters        | Michael van Gerwen | 8 – 4  | Legs    |
| Winnaar   | 5.  | 2023 | Bahrain Darts Masters   | Gerwyn Price       | 8 – 6  | Legs    |